# Trichocolletes lacaris
Trichocolletes lacaris  is een vliesvleugelig insect uit de familie Colletidae. 
De bij wordt ongeveer 12-13 millimeter lang. De soort komt voor in Zuid-Australië en West-Australië.